# Керченська бухта
Керченська бухта — незамерзаюча бухта в Керченській протоці Азовського моря.
Бухта іменується Керченською з XVIII століття. Також знана як Керченська губа, Керченська затока, Керченський рейд.
Заглиблюється на 4,3 км у східний берег Керченського півострова, який є частиною півострова Крим. Ширина біля входу близько 5 км. Глибина до 5 м, до торгового порту фарватер заглиблений.
Північно-східною межею бухти є мис Зміїний, південно-західною — мис Ак-Бурун. На північному березі бухти в неї вдається мис Карантинний.
Південний берег високий, крутий, місцями обривистий; західний берег низинний і піщаний (за винятком гори Мітрідат); північний берег від гори Мітрідат до Карантинного мису низовинний, глинистий. На ділянці між Карантинним і Зміїним мисами північний берег високий, кам'янистий, місцями утесовий. Практично вся берегова лінія бухти урбанізована. На березі бухти розташоване місто і порт — Керч. У бухті розташувався Керченський морський торговельний порт. На південному березі бухти знаходиться фортеця Керч.
Бухта заповнюється водою то з Чорного, то з Азовського моря, що обумовлює коливання солоності води. Бухта належить до забруднених районів Азовського моря.